# Streblote acaciae
Streblote acaciae is een vlinder uit de familie spinners (Lasiocampidae). De wetenschappelijke naam van deze soort is voor het eerst geldig gepubliceerd in 1829 door Klug.
De soort komt voor in tropisch Afrika.